# Praia
Praia (egentlig Praia Santa Maria, portugisisk for "Den hellige Marias strand") er hovedstaden på Kap Verde og har 159.050(2017) indbyggere. Praia er landets største by og ligger på øen Santiago, som er en del af øgruppen Sotavento. Byens historiske centrum kaldes Platô, da det ligger på et mindre plateau. Det administrative og kommercielle centrum er gradvis blevet flyttet til Achada Santo António, hvor landets parlament også ligger.
Praia er landets kommercielle centrum, og hovedeksportvarerne er kaffe, sukker og tropiske frugter.

## Befolkningsudvikling
| År              | Befolkning |
| --------------- | ---------- |
| 1990 (23. juni  | 61.644     |
| 2000 (16. juni  | 94.757     |
| 2003 (Estimat)  | 101.000    |
| 2005 (1. januar | 113.664    |